# Манфред Франк
Манфред Франк (на немски: Manfred Frank) е германски професор по философия.

## Биография
Роден е на 22 март 1945 година в Елберфелд, Германия. Следва философия в Хайделбергския университет при преподаватели като Ханс-Георг Гадамер, Карл Льовит, Ернст Тугендхат и Дитер Хенрих. Преподава философия в университетите на Дюселдорф (от 1971 до 1982) и Женева (от 1982 до 1987). През 1987 г. приема професура в Тюбингенския университет (днес почетен професор там).
Франк е специалист в областта на философията на литературата. Най-значимите му произведения са фокусирани върху немския идеализъм, Романтизма и понятията за субективност и самосъзнание. Неговият 950-страничен труд върху немския Романтизъм, „Безкрайно приближение“, е оценен от един рецензент като „най-изчерпателното и проникновено изследване на ранния немски Романтизъм“ и „със сигурност една от най-важните книги на следвоенната немска философия“. Има големи студии и върху аналитичната философия и френската постмодерна мисъл.

## Признание и отличия
Почет доктор е на Университета в Печ (2001) и на Университета Бабеш-Бояи в Клуж-Напока (2004).

## По-важни книги
- The Philosophical Foundations of Early German Romanticism. (Философски основания на ранния немски Романтизъм). Albany, NY: State University of New York Press, 2004. ISBN 1-4175-7576-X
- The Subject and the Text: Essays on Literary Theory and Philosophy. (Темата и текста: Есета по литературна теория и философия). Cambridge, U.K. & New York: Cambridge University Press, 1997. ISBN 0-511-00513-X
- What Is Neostructuralism? (Неоструктурализмът – що е то?). Minneapolis: University of Minnesota Press, 1989. ISBN 0-8166-1599-3
- Das Problem „Zeit“ in der deutschen Romantik (Zeitbewusstsein und Bewusstsein von Zeitlichkeit in der frühromantischen Philosophie und in Tiecks Dichtung) (Проблемът за „времето“ в немския Романтизъм (Усещането за време във философията на ранния Романтизъм и в поезията на Тик). Paderborn: Winkler Verlag, 1972, 1990. ISBN 353807804
- Einführung in die frühromantische Äthetik. Vorlesungen (Въведение в естетиката на ранния Романтизъм) Frankfurt a. M.: Suhrkamp (es 1563), 1989
- Selbstbewußtsein und Selbsterkenntnis: Essays zur analytischen Philosphie der Subjektivität (Самосъзнание и самопознание: Есета върху аналитичната философия на субективността). Stuttgart: Reclam, 1991
- „Unendliche Annäherung“. Die Anfänge der philosophischen Frühromantik („Безкрайно приближение“. Начала на философския ранен Романтизъм). Frankfurt a. M.: Suhrkamp (stw 1328), 1997
- Auswege aus dem deutschen Idealismus (Изходи от немския идеализъм) Frankfurt a. M.: Suhrkamp (stw 1851), 2007
- Natura e Spirito. Lezioni sulla filosofia di Schelling (Природа и дух. Лекции върху философията на Шелинг), a cura di Emilio Carlo Corriero, Torino, Rosenberg & Sellier, 2010